# Gerard van Honthorst
Gerard van Honthorst   (Utrecht, 4 de novembre de 1592 - Utrecht, 27 d'abril de 1656) (Gerrit van Honthorst) (4 de novembre de 1592 – 27 d'abril de 1656) va ser un pintor holandès de l'edat d'or que es va fer conegut per la seva representació d'escenes il·luminades artificialment, i finalment va rebre el sobrenom de Gherardo delle Notti ("Gerard de les nits"). Al principi de la seva carrera va visitar Roma, on va tenir un gran èxit pintant amb un estil influenciat per Caravaggio. Després del seu retorn als Països Baixos es va convertir en un retratista destacat.

## Biografia

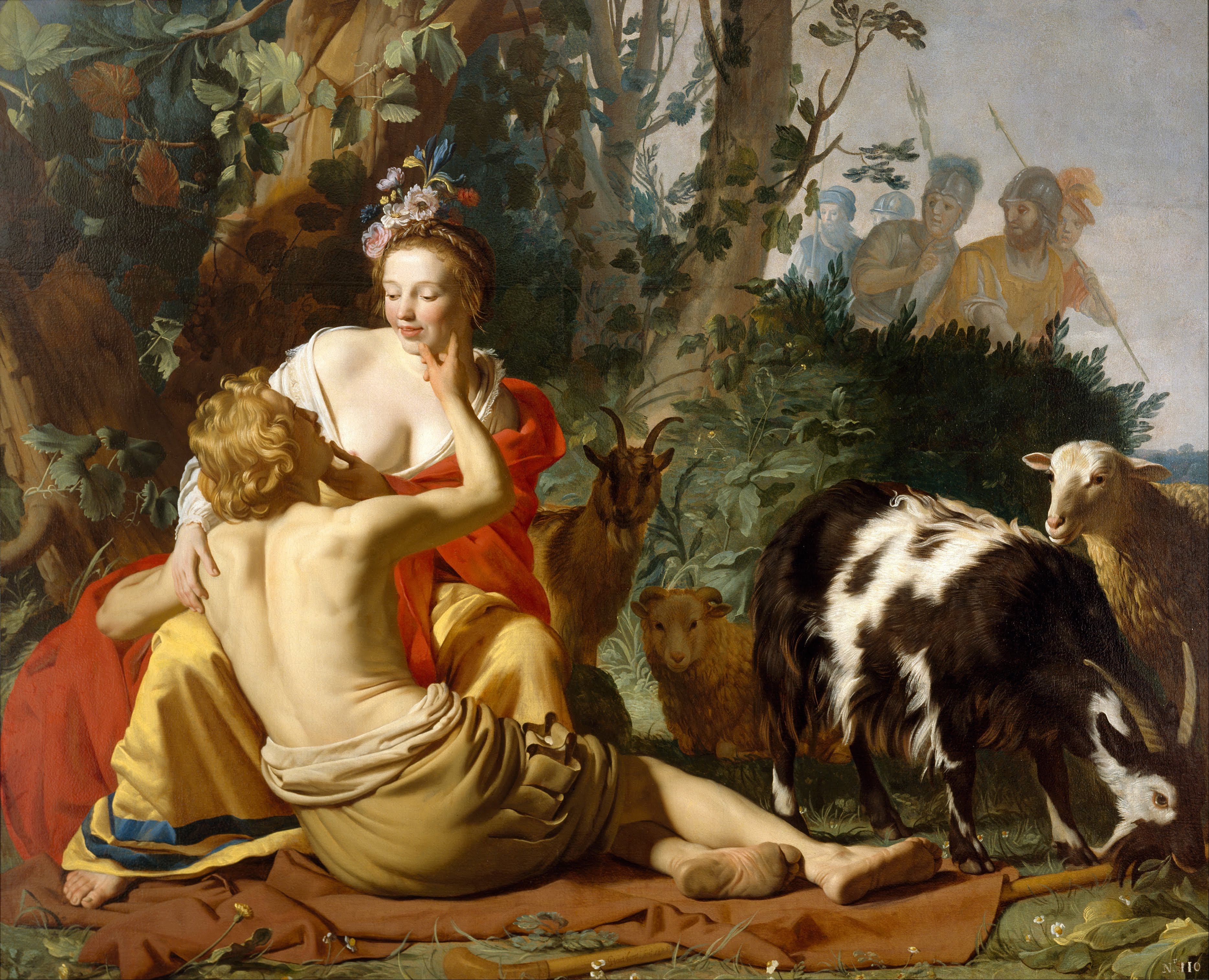
Gerard van Honthorst - Granida i Daifilo

The Concert, 1623, National Gallery of Art (Washington, D. C.)

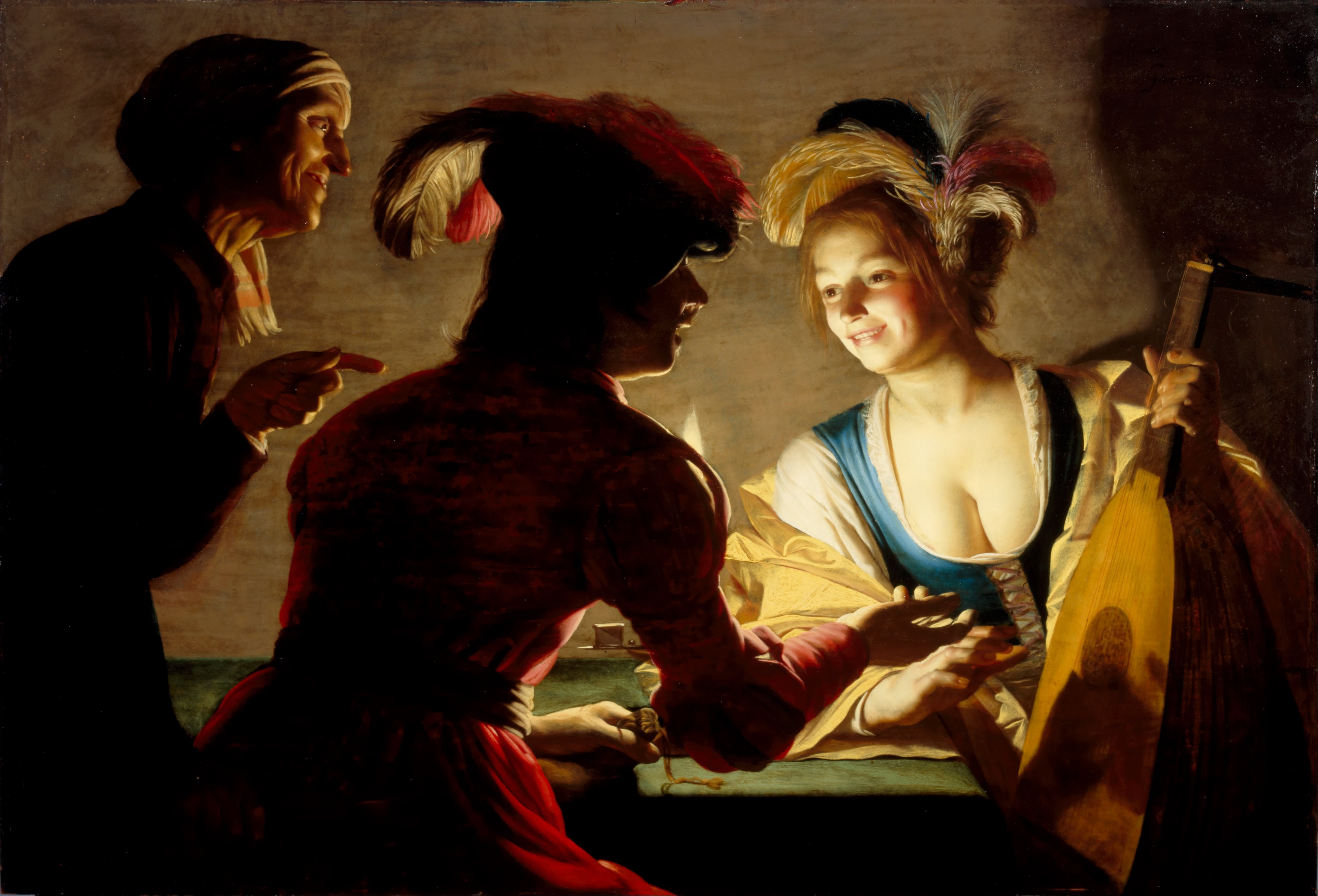
El Matchmaker, mostrant l'ús dels efectes d'il·luminació a l'estil de Carravagio

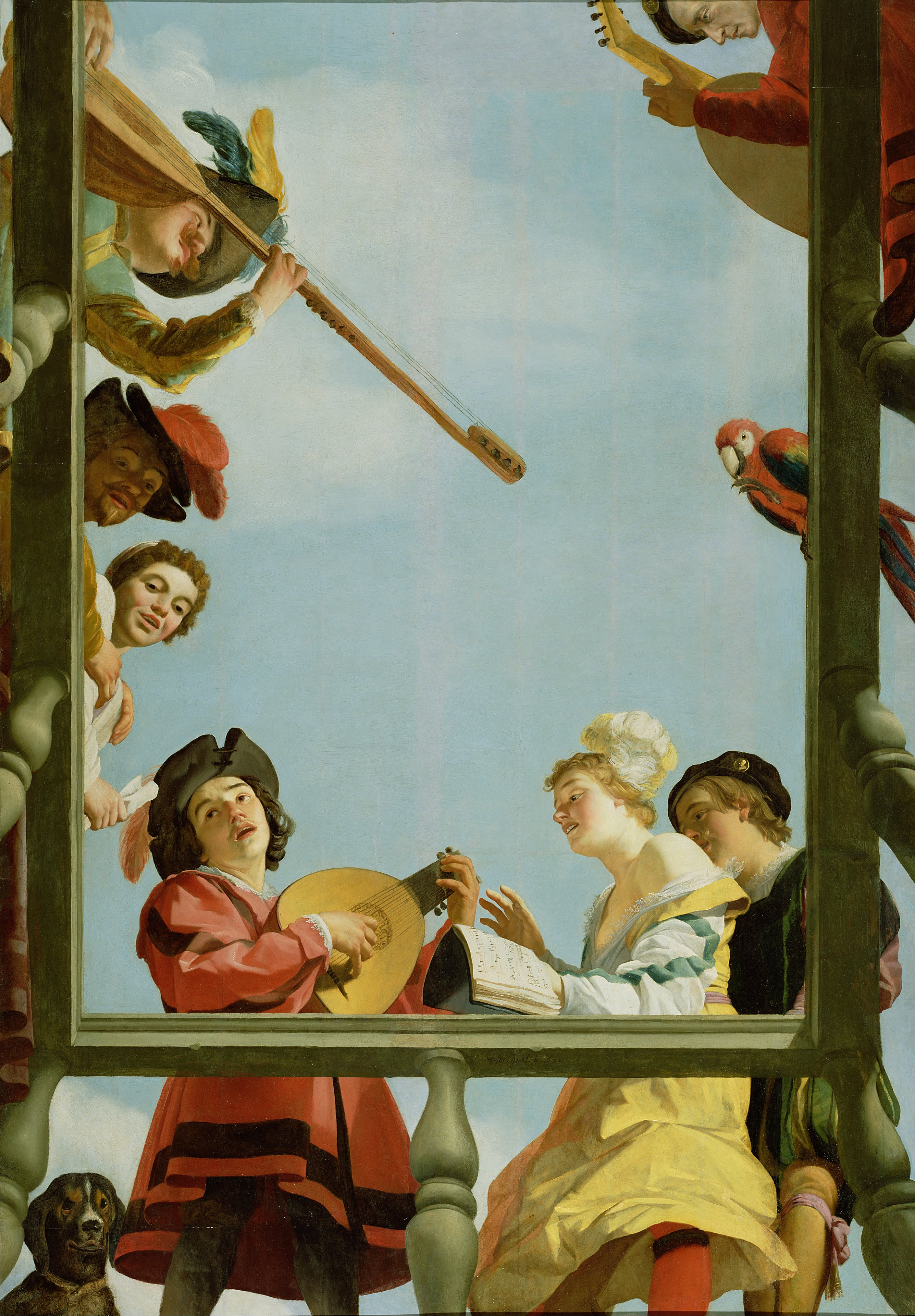
Grup musical en un balcó

Van Honthorst va néixer a Utrecht, fill d'un pintor decoratiu, i es va formar amb el seu pare, i després amb Abraham Bloemaert.

## Itàlia
Després d'acabar la seva educació, Honthorst va ser a Itàlia, on va aparèixer per primera vegada el 1616. Va ser un dels artistes d'Utrecht que va anar a Roma en aquell moment, tots ells quedarien profundament influenciats per l'art que van trobar allí. Se'ls anomenava Caravaggistes d'Utrecht. Els altres tres eren Dirk van Baburen, Hendrick ter Bruggen i Jan van Bijlert. A Roma es va allotjar en el palau de Vincenzo Giustiniani, on va pintar Christ Before the High Priest, ara en la Galeria Nacional de Londres. Giustiniani tenia una important col·lecció d'art, i Honthorst estava especialment influenciat pels artistes contemporanis, incloent-hi Caravaggio, Bartolomeo Manfredi i Carracci. Era particularment conegut per la seva representació d'escenes il·luminades artificialment. El cardenal Scipione Borghese es va convertir en un altre patró important, assegurant comissions importants per a ell a San Silvestro Della Mariro, Montecompatri, i a Santa Maria della Vittoria a Roma. També va treballar per Cosimo II de' Medici, Gran Duc de la Toscana.

## Tornada a Utrecht
Honthorst va tornar a Utrecht el 1620, i va continuar construint una reputació considerable tant en la República Holandesa com a l'estranger. El 1623, any del seu matrimoni, va ser president del Gremi de Sant Lluc a Utrecht. Aviat es va posar tan de moda que Sir Dudley Carleton, llavors enviat anglès a la Haia, va recomanar les seves obres al Comte d'Arundel i a Lord Dorchester. El 1626 Honthorst va organitzar un sopar per a Rubens, i el va pintar com l'home honest buscat i trobat per Diògenes.

## Patronatge reial
La reina Elisabet de Bohèmia, germana de Carles I d'Anglaterra i Electora Palatina, després exiliada als Països Baixos, va fer un encàrrec a Honthorst com a pintor i el va contractar com un mestre principal per als seus fills. A través d'ella es va donar a conèixer a Carles, qui el va convidar a Anglaterra el 1628. Allà va pintar diversos retrats, els quals s'integrarien en la col·lecció d'art de Carles I, i una gran al·legoria, ara a Hampton Court, de Carles i la seva reina com Diana i Apol·lo en els núvols rebent al duc de Buckingham com a Mercuri i guardià dels fills del Rei de Bohèmia. Va pintar un retrat de grup més íntim de The Four Eldest Children of the King of Bohemia (també a Hampton Court) en el qual els dos grans són representats com Diana i Apol·lo.
Després del seu retorn a Utrecht, Honthorst va conservar el patrocini del monarca anglès, pintant per a ell, el 1631, una gran imatge del rei i reina de Bohèmia i tots els seus fills. Al mateix temps va pintar algunes imatges que il·lustren l'Odissea per a Lord Dorchester, i algunes que mostren incidents de la història danesa de Cristià IV de Dinamarca. També va pintar un retrat de la filla del rei, Leonora, mentre estava a la Haia.
La seva popularitat als Països Baixos va ser tal que va obrir un segon estudi a la Haia, on va pintar retrats de membres de la cort, i va ensenyar dibuix. Aquests grans estudis, on el treball incloïa fer rèpliques dels retrats reals de Honthorst, ocupaven un gran nombre d'alumnes i assistents; segons un alumne, Joachim von Sandrart, descrivint les seves experiències a mitjan anys 1620, Honthorst tindria al voltant de 24 estudiants en un moment donat, cadascun pagava 100 florins a l'any per la seva educació.
El seu germà Willem van Honthorst (1594–1666) també era un pintor de retrats. Moltes de les pintures de Willem anteriorment van ser mal atribuïdes a Gerrit a causa de la similitud de les seves signatures. Willem era un alumne d'Abraham Bloemaert, i també va ser ensenyat pel seu germà gran. El 1646 va ser a Berlín, on es va convertir en pintor de la cort de Louheg-Henriette, esposa de l'elector Frederick II de Brandenburg. Va tornar a Utrecht en 1664.

## Malnom
Honthorst és sovint conegut com a "Gherardo delle notti" pels italians moderns. No obstant això, el malnom no apareix en cap font italiana coneguda que dati d'abans de la mort de Honthorst. Els documents italians supervivents d'abans de 1656 es refereixen a l'artista com "Gherardo Fiammingo" o "Gherardo Hollandese", posant l'accent en la seva originalitat en lloc de la seva marca en la il·luminació nocturna. Només en el segle xviii es va generalitzar el malnom "Gherardo delle notti".

## Llegat
Honthorst era un artista prolífic. Les seves peces més atractives són aquelles en les quals conrea l'estil de Caravaggio, sovint amb escenes de taverna amb músics, jugadors i persones menjant. Tenia gran habilitat en el clarobscur, sovint pintant escenes il·luminades per una sola espelma.
Algunes de les seves obres van ser retrats del Duc de Buckingham i la seva família (Hampton Court), el Rei i la Reina de Bohèmia (abadia de Hanover i Combe), Marie de Medici (Amsterdam Stadthuis), 1628, els Stadtholders i les seves esposes (Amsterdam i la Haia), Charles Louis i Rupert, els nebots de Carles I (Museu del Louvre, St. Petersburg, Combe Abbey i Willin), i el Baró Craven (El seu estil primerenc es pot veure en el Llaütista, (1614) al Louvre, el martiri de Sant Joan a Santa Maria della Scala a Roma, o l'Alliberament de Pere en el Museu de Berlín.
La seva Adoració dels pastors de 1620 en els Uffizi va ser destruïda en la massacre de la Via dei Georgofili de 1993.
El Concert de Honthorst de 1623 va ser comprat per a una suma no revelada per la National Gallery of Art a Washington, D. C., d'una col·lecció privada a França el novembre de 2013. La pintura no havia estat vista des de 1795. Els 1,23 per 4 m d'El Concert es va exhibir per primera vegada en 218 anys en una instal·lació especial en l'edifici oest de la Galeria Nacional d'Art el 23 de novembre de 2013. Va romandre allí durant sis mesos abans de passar a l'exposició permanent en les galeries neerlandeses i flamenques del museu.

## Galeria

Gerard van Honthorst's religious paintings
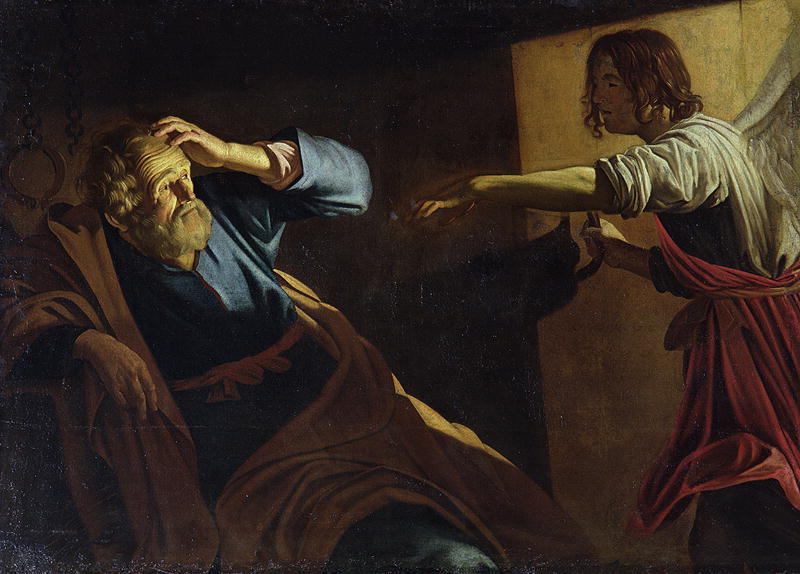
Sant Pere Siendo alliberat de la presó, 1616-1618, Museus Estatals de Berlín
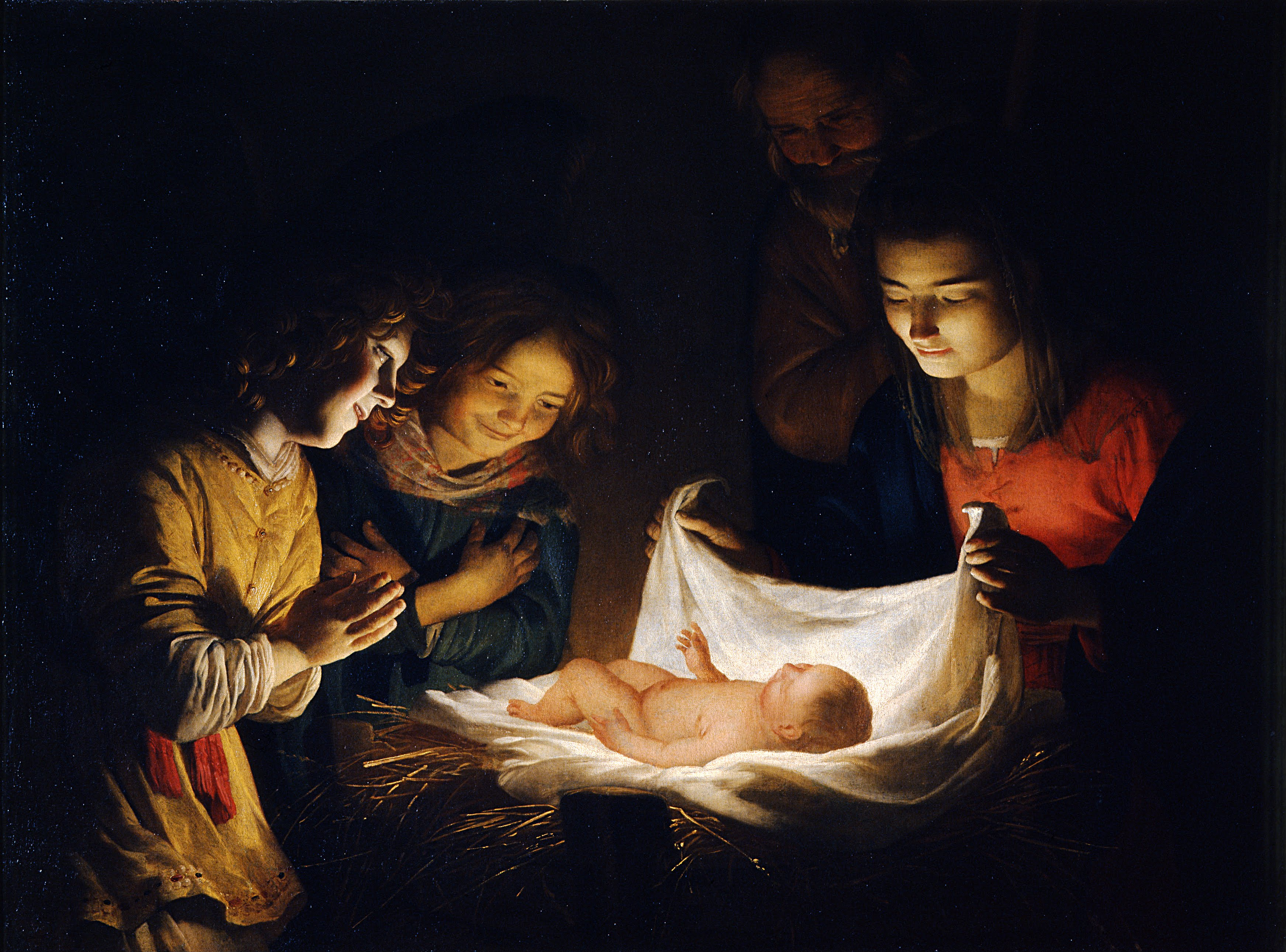
Adoració del Nen, 1620
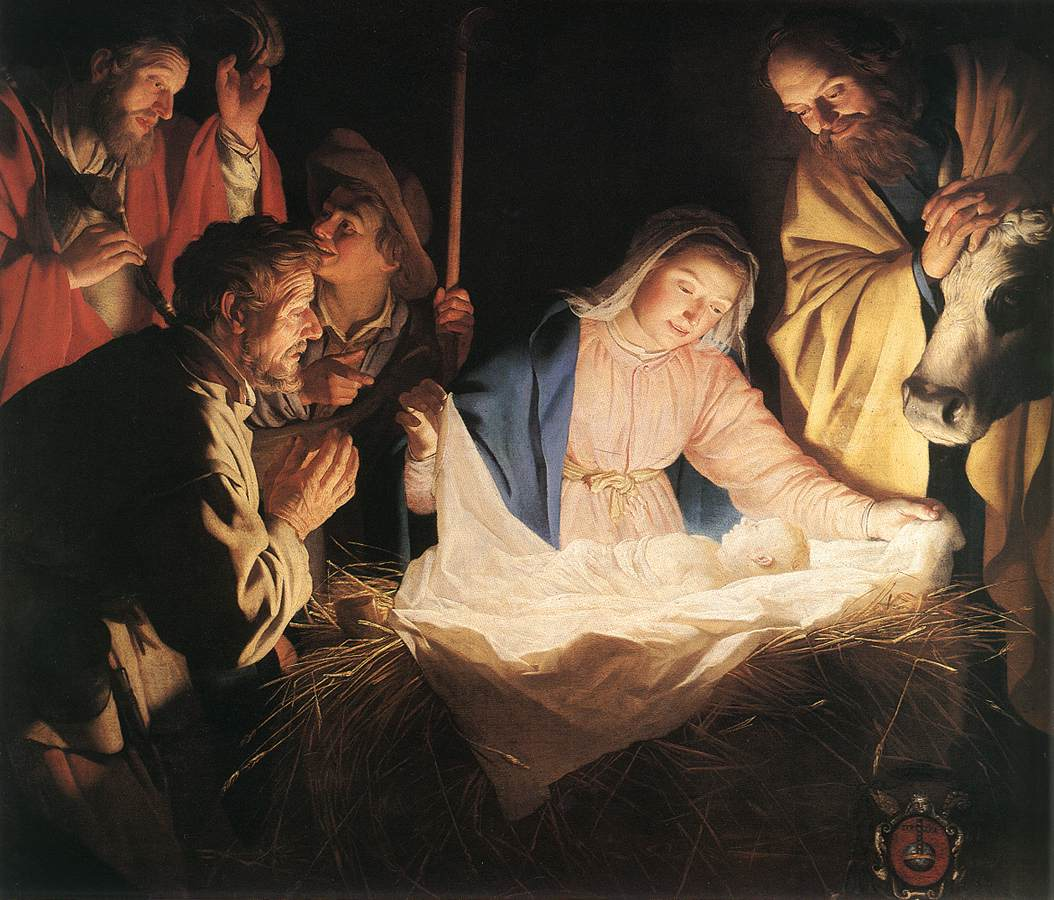
Adoració dels pastors 1622, Wallraf-Richartz-Museum
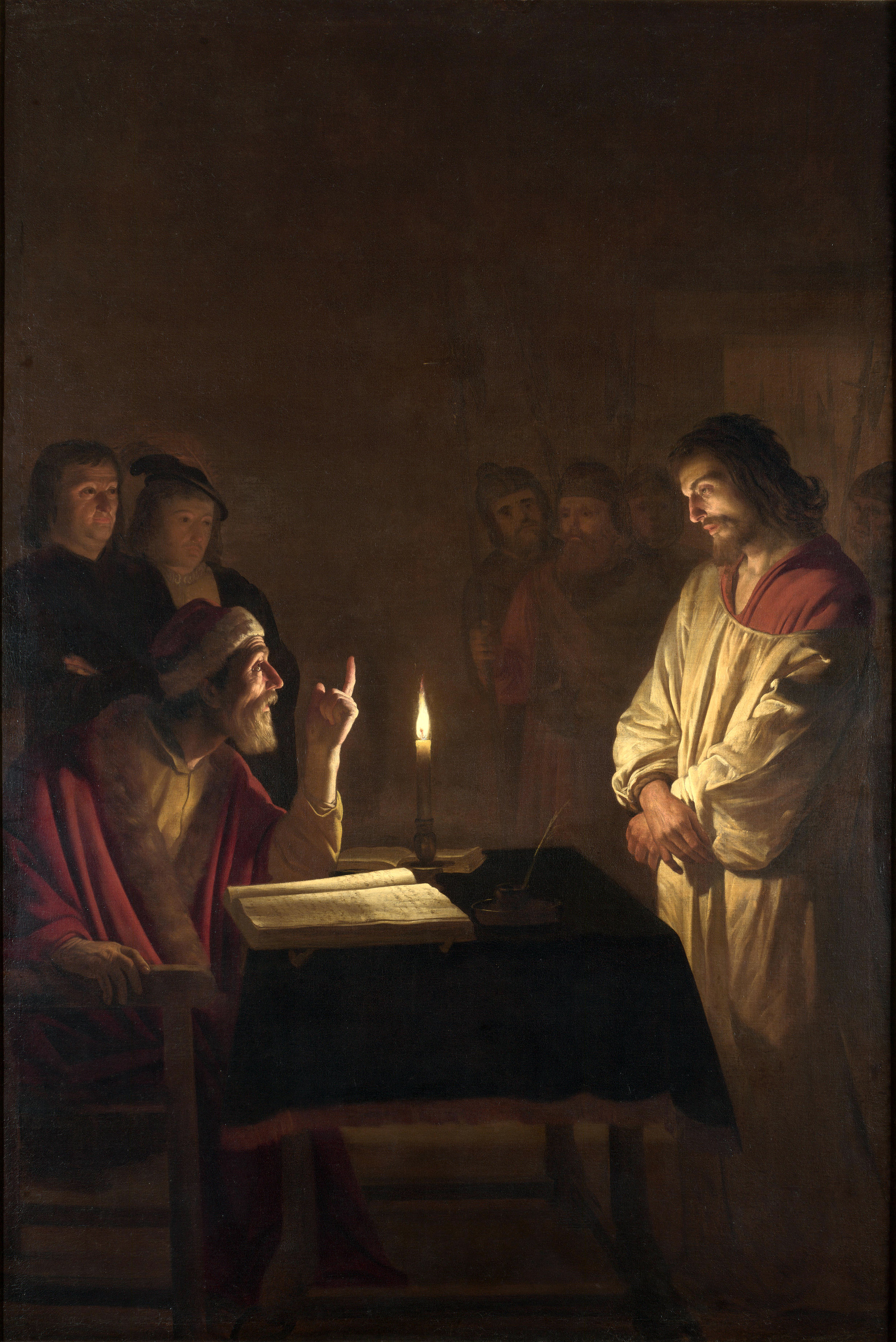
Crist davant el Summe Sacerdot, c. 1617, National Gallery, Londres
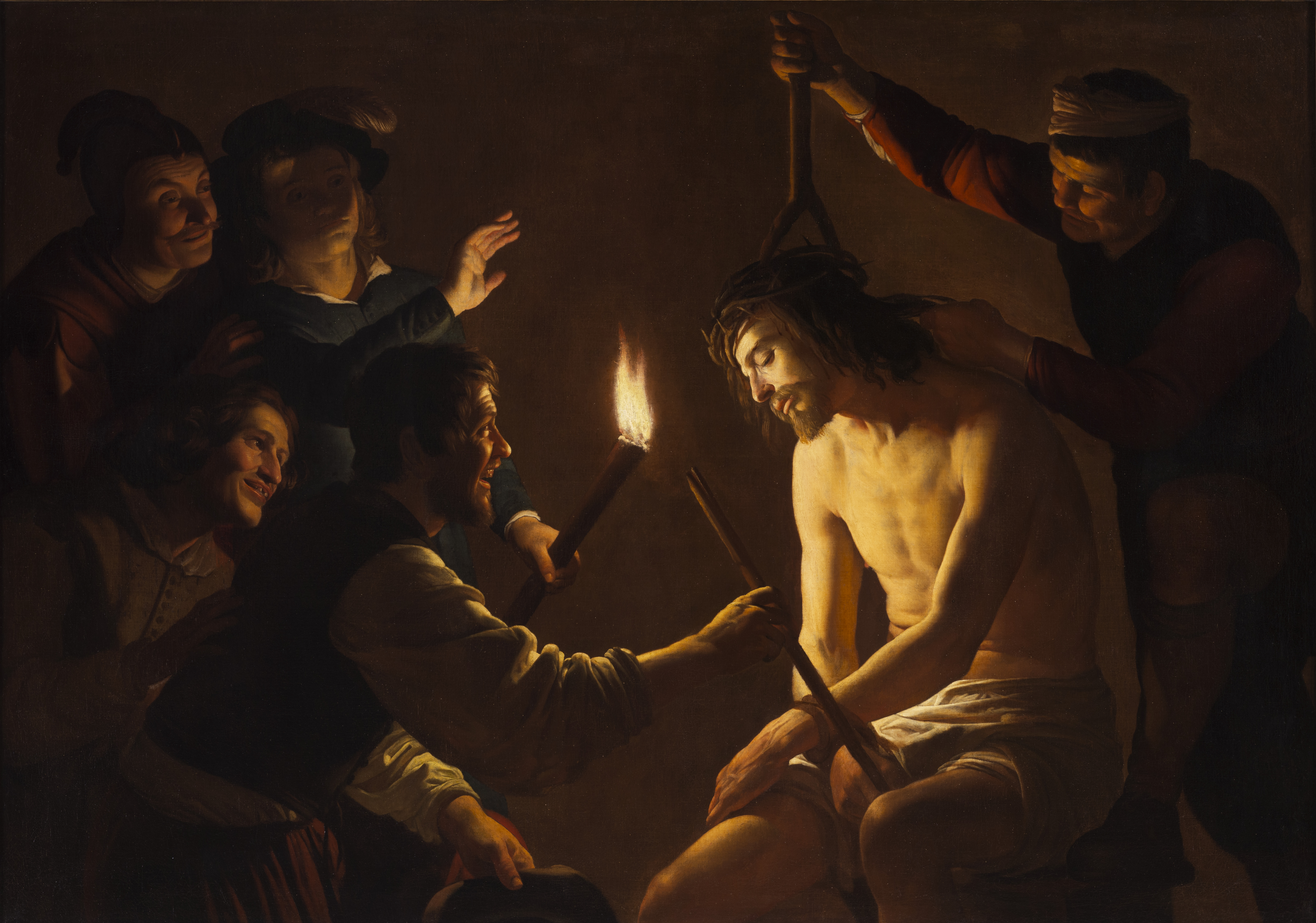
Burla de Crist per Gerard van Honthorst
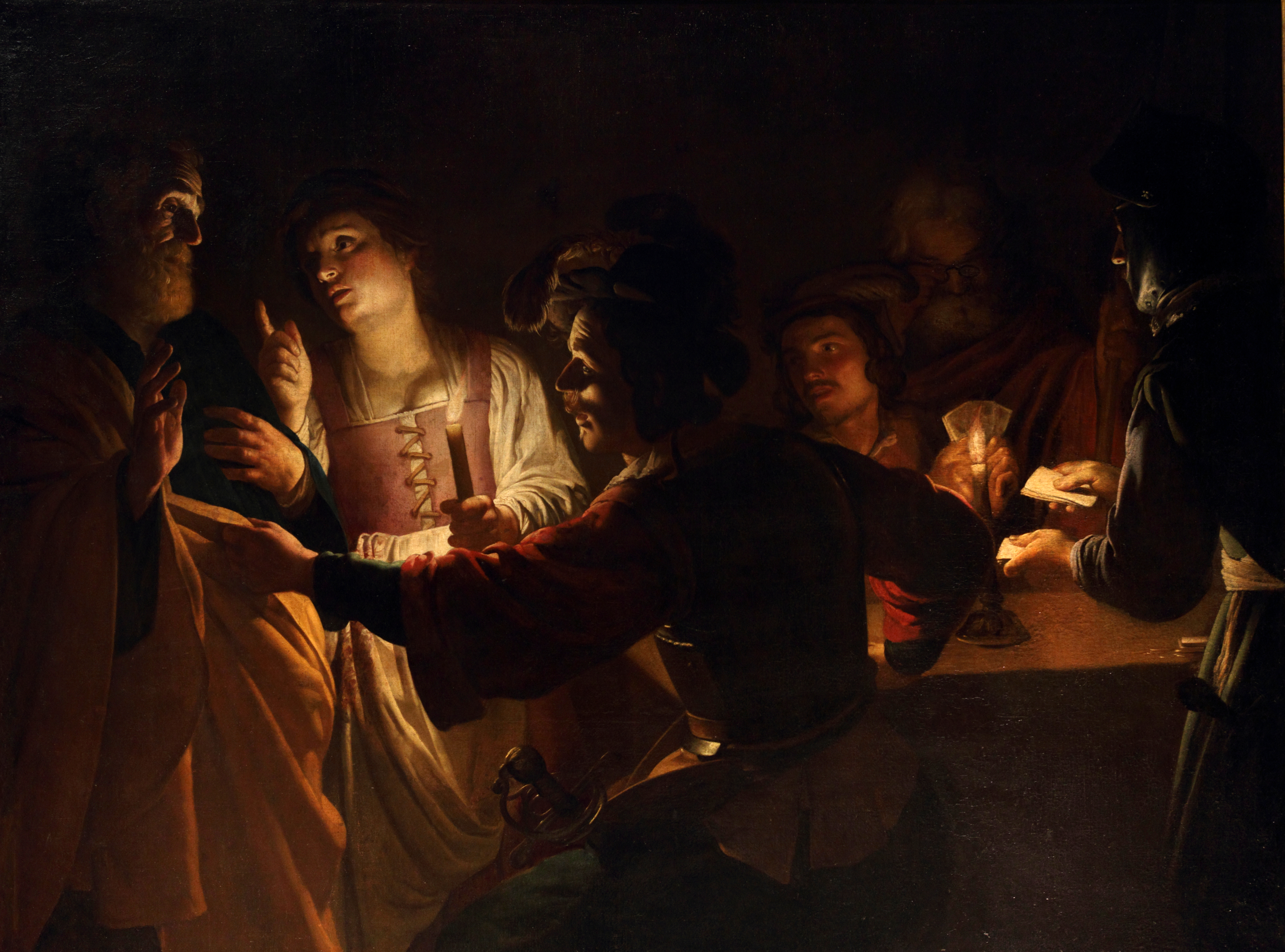
La negació de sant Pere, c. 1620

Gerard van Honthorst's paintings of musicians
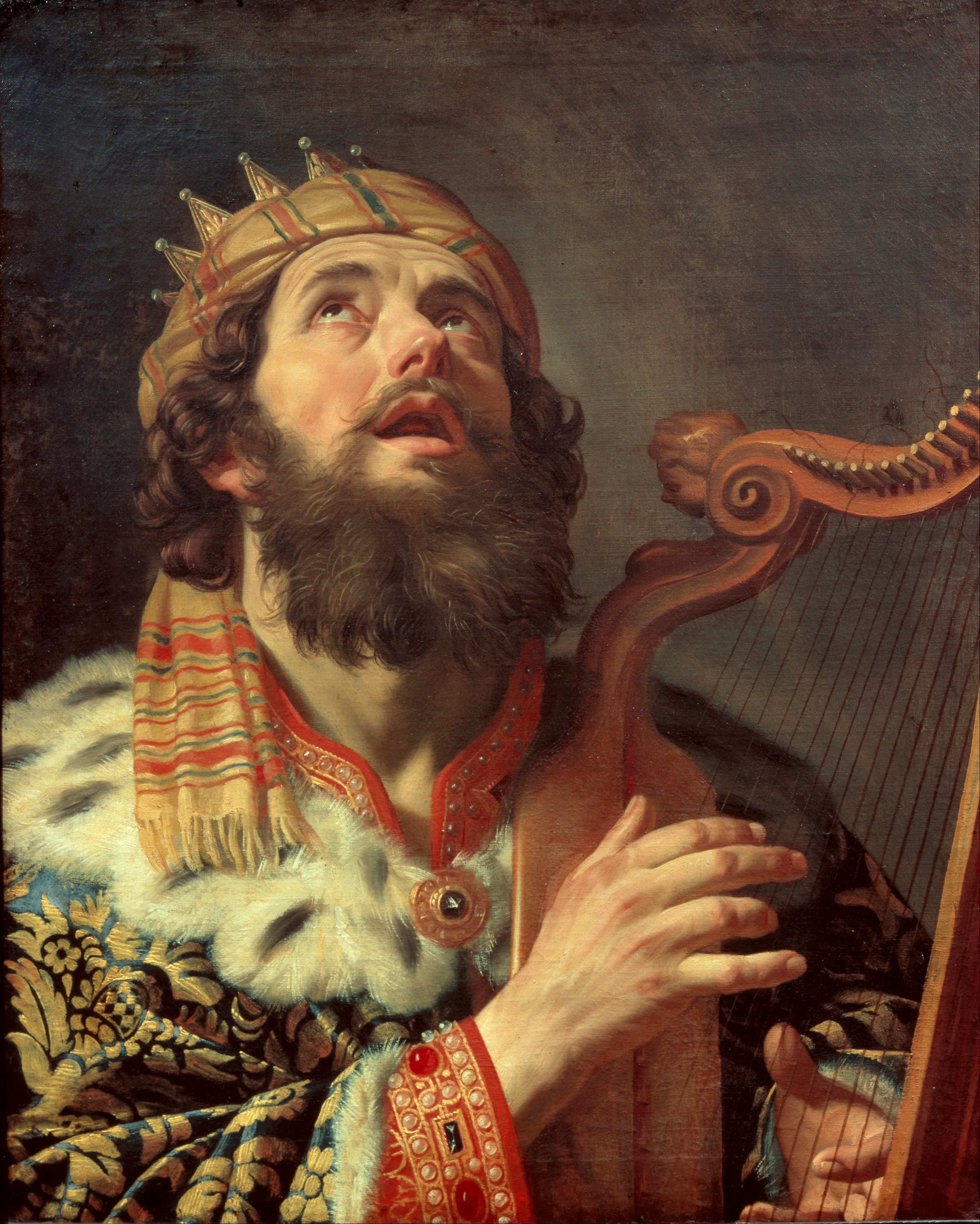
El rei David jugant a l'arp
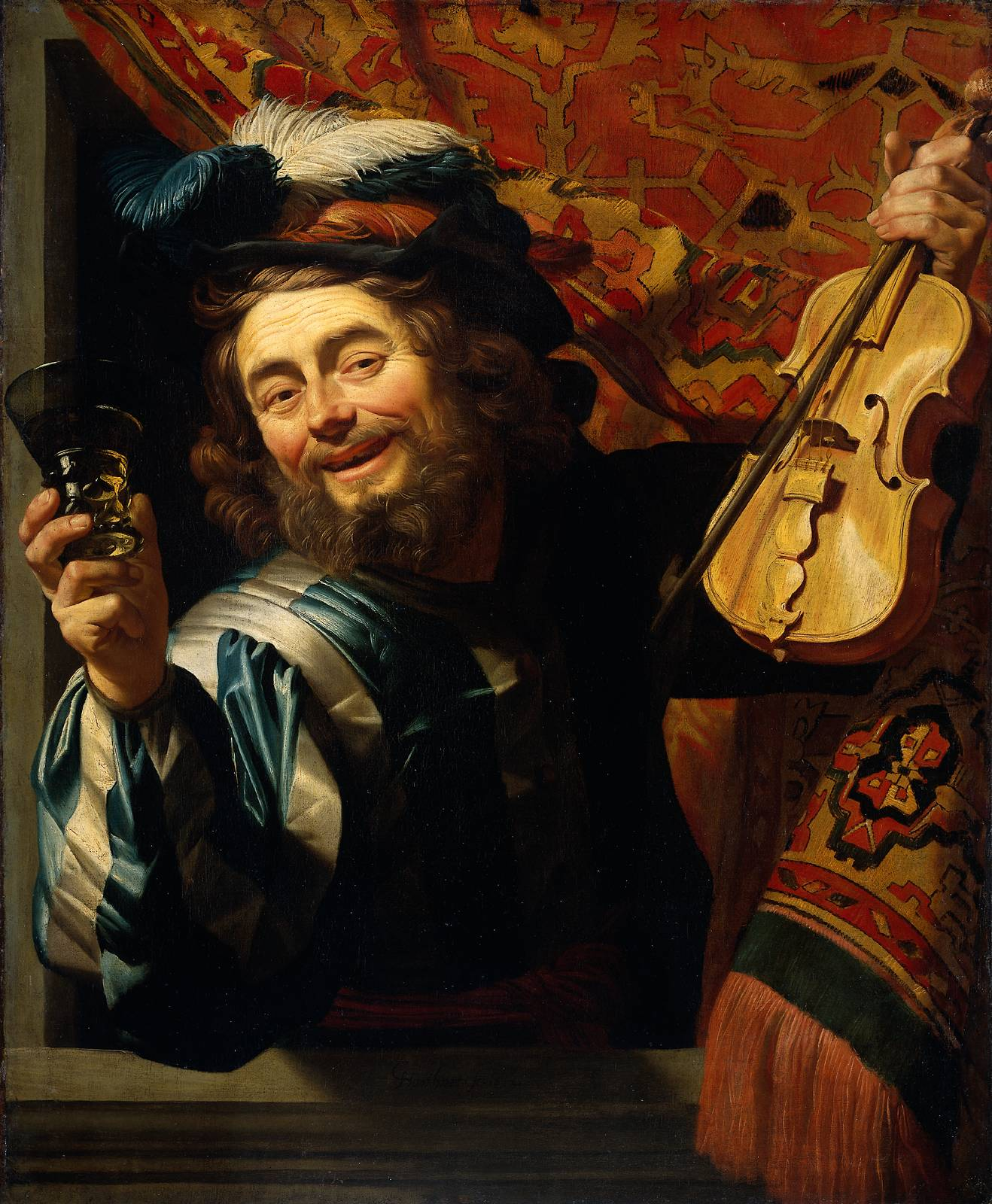
El feliç Fiddler, 1623 Rijksmuseum Amsterdam
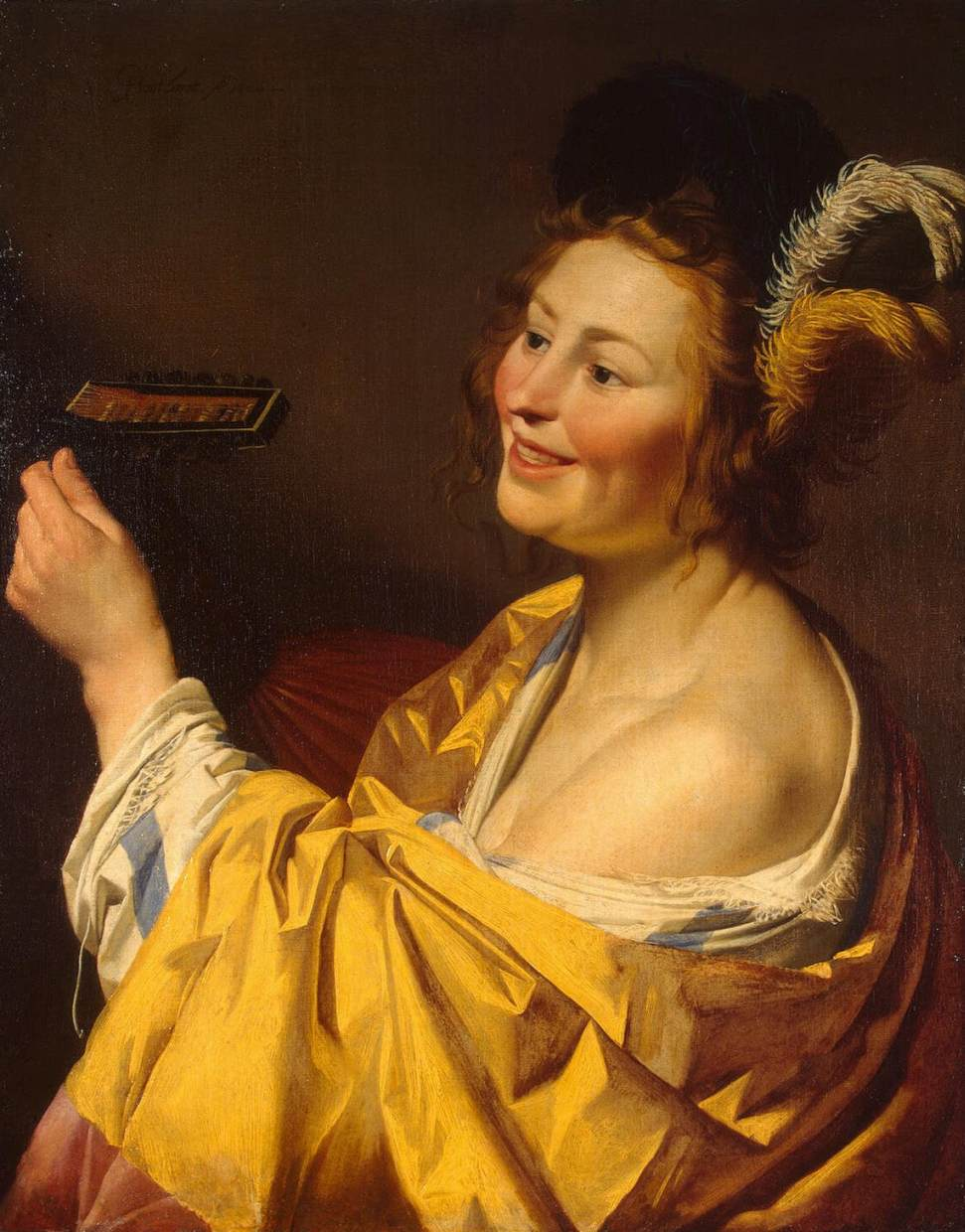
Lute Player, 1624
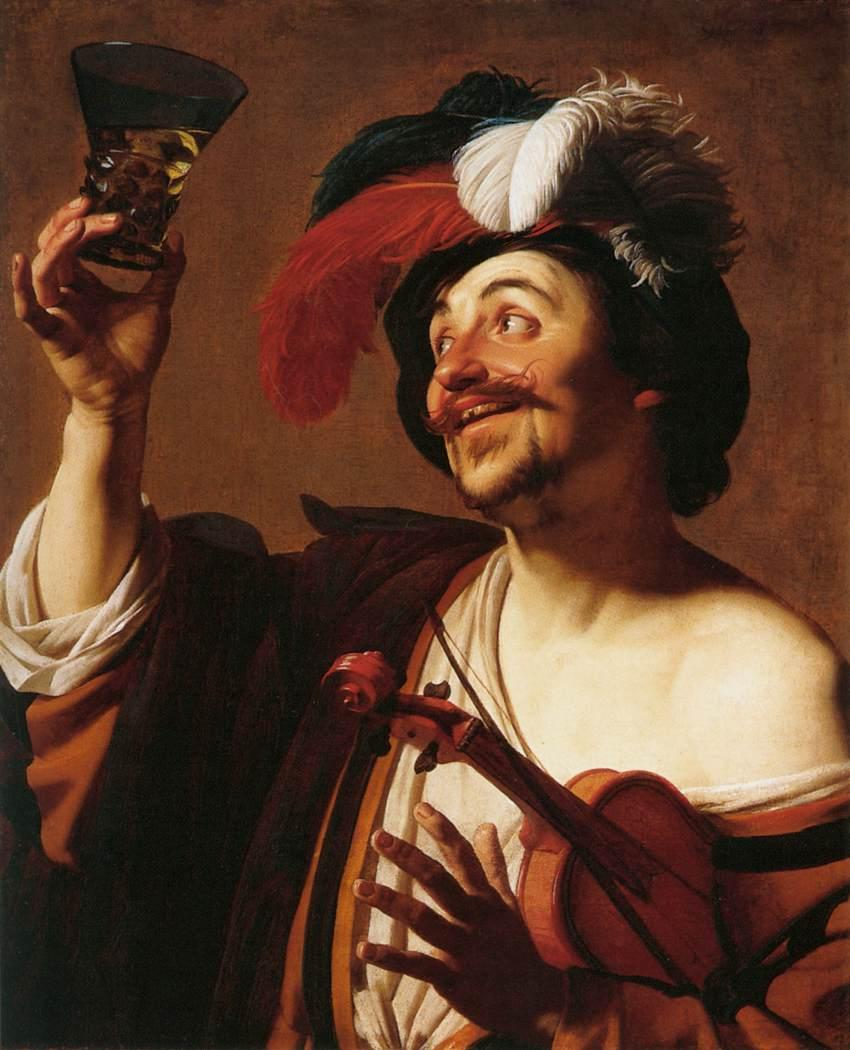
El violinista feliç amb una copa de vi
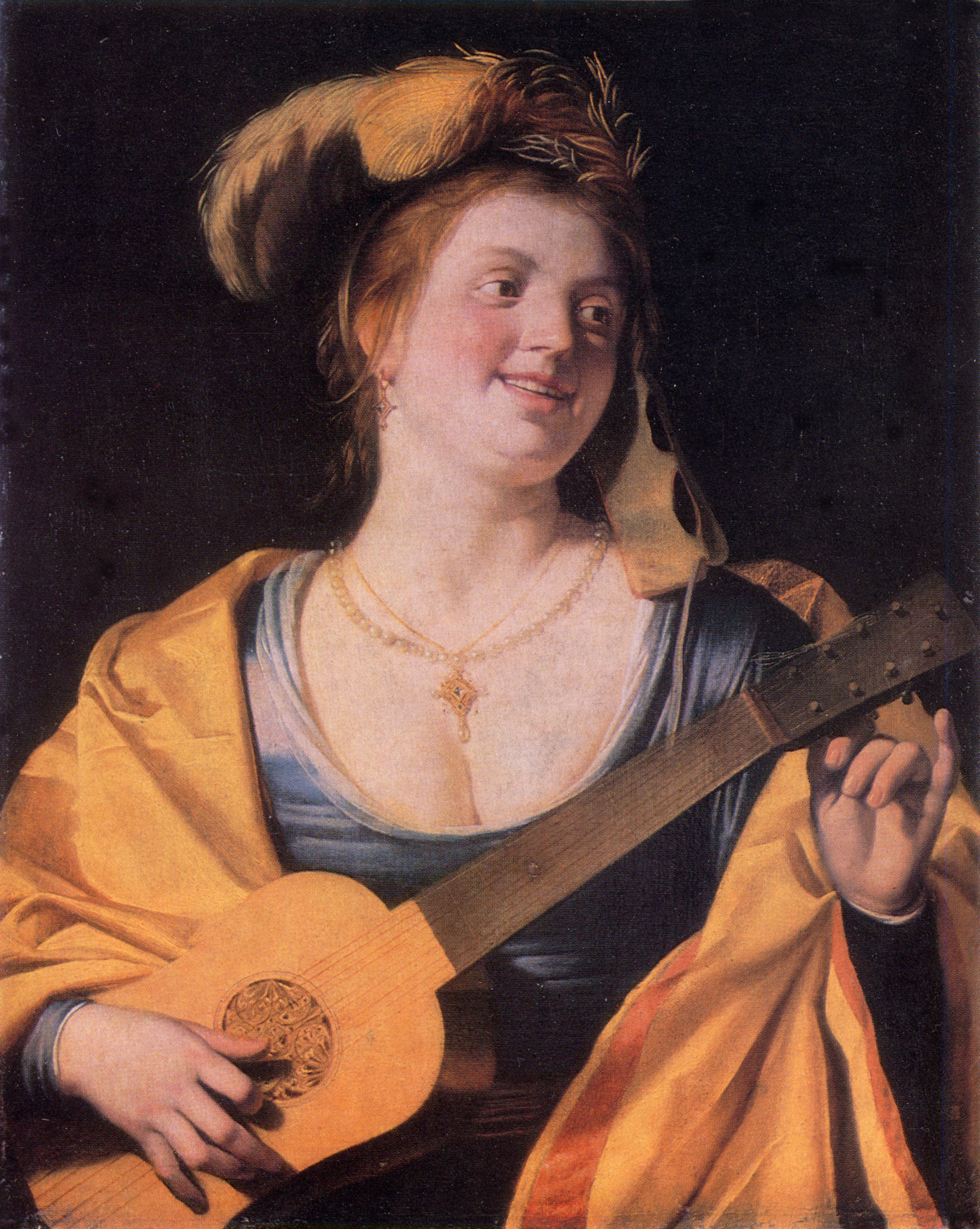
Dona amb guitarra 1631, Lviv National Art Gallery
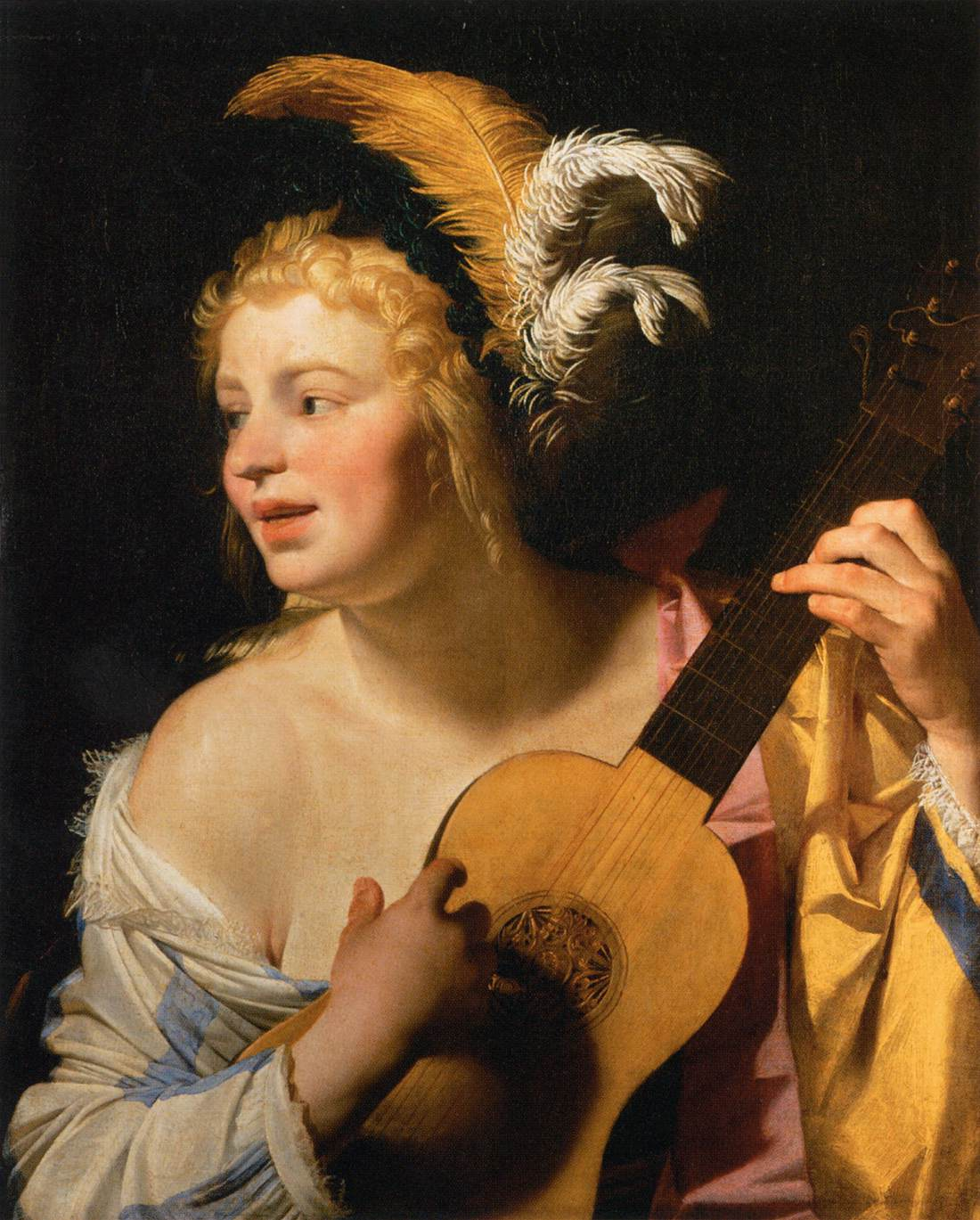
Dona tocant la guitarra
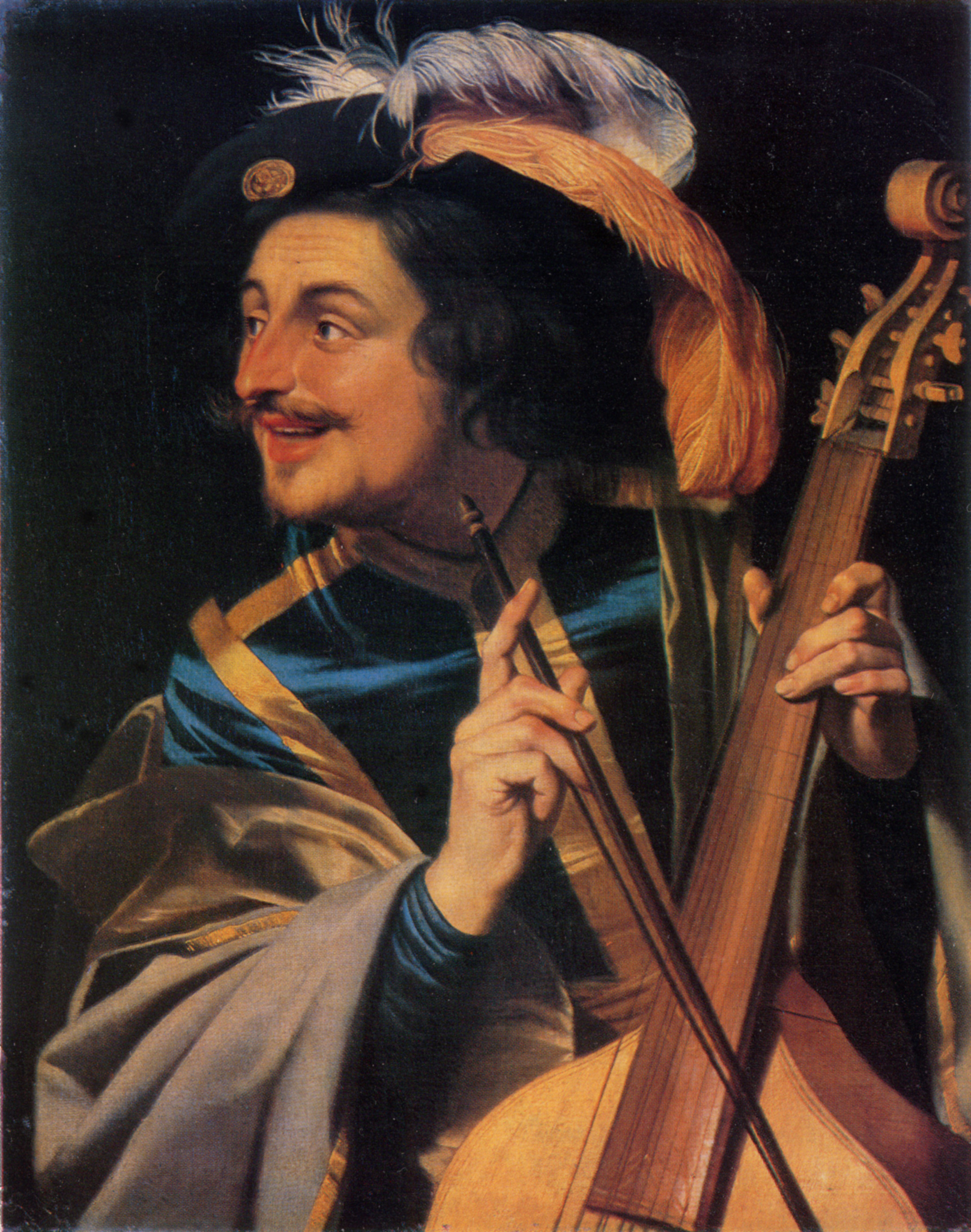
Home amb viola de gamba
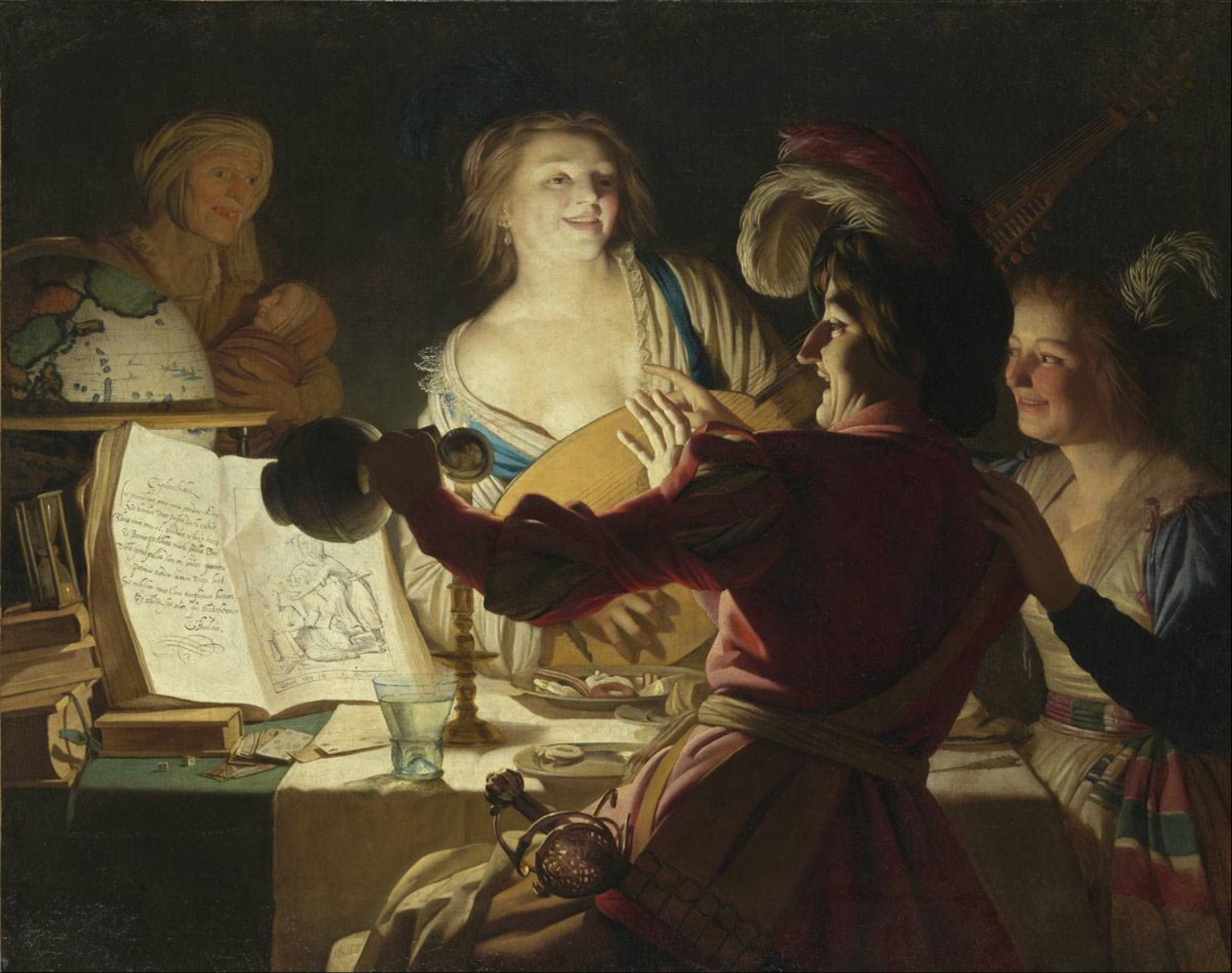
Merry Company
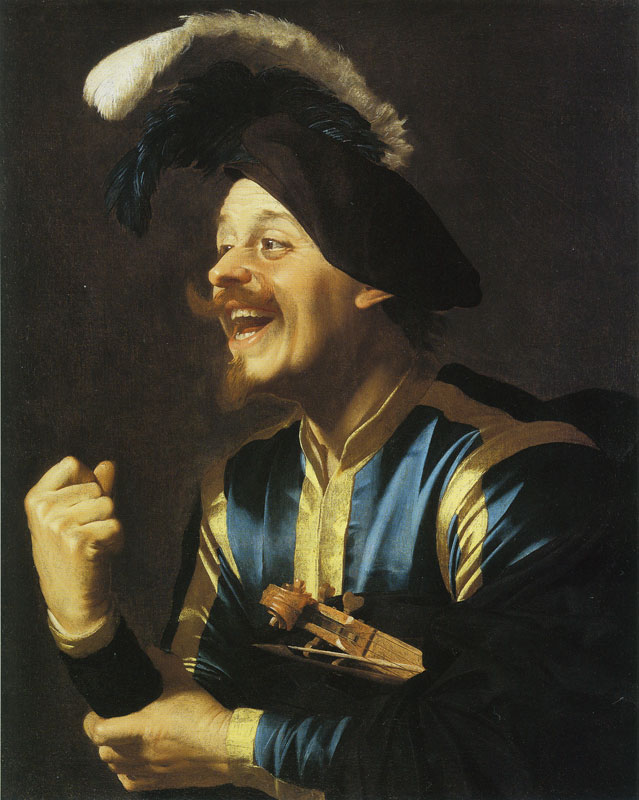
Músic alegre amb violí sota el seu braç esquerre

Other
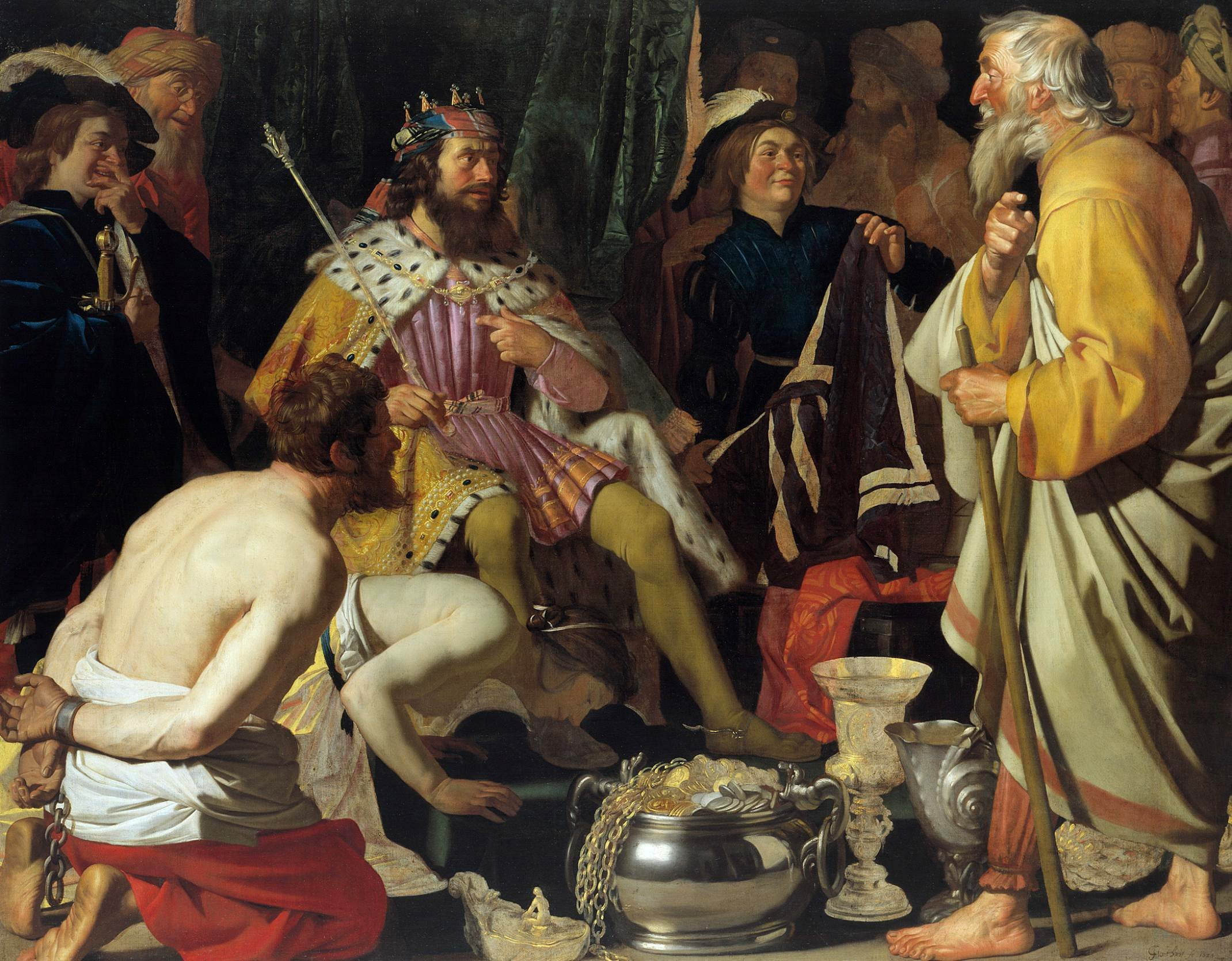
Solón i Croesus
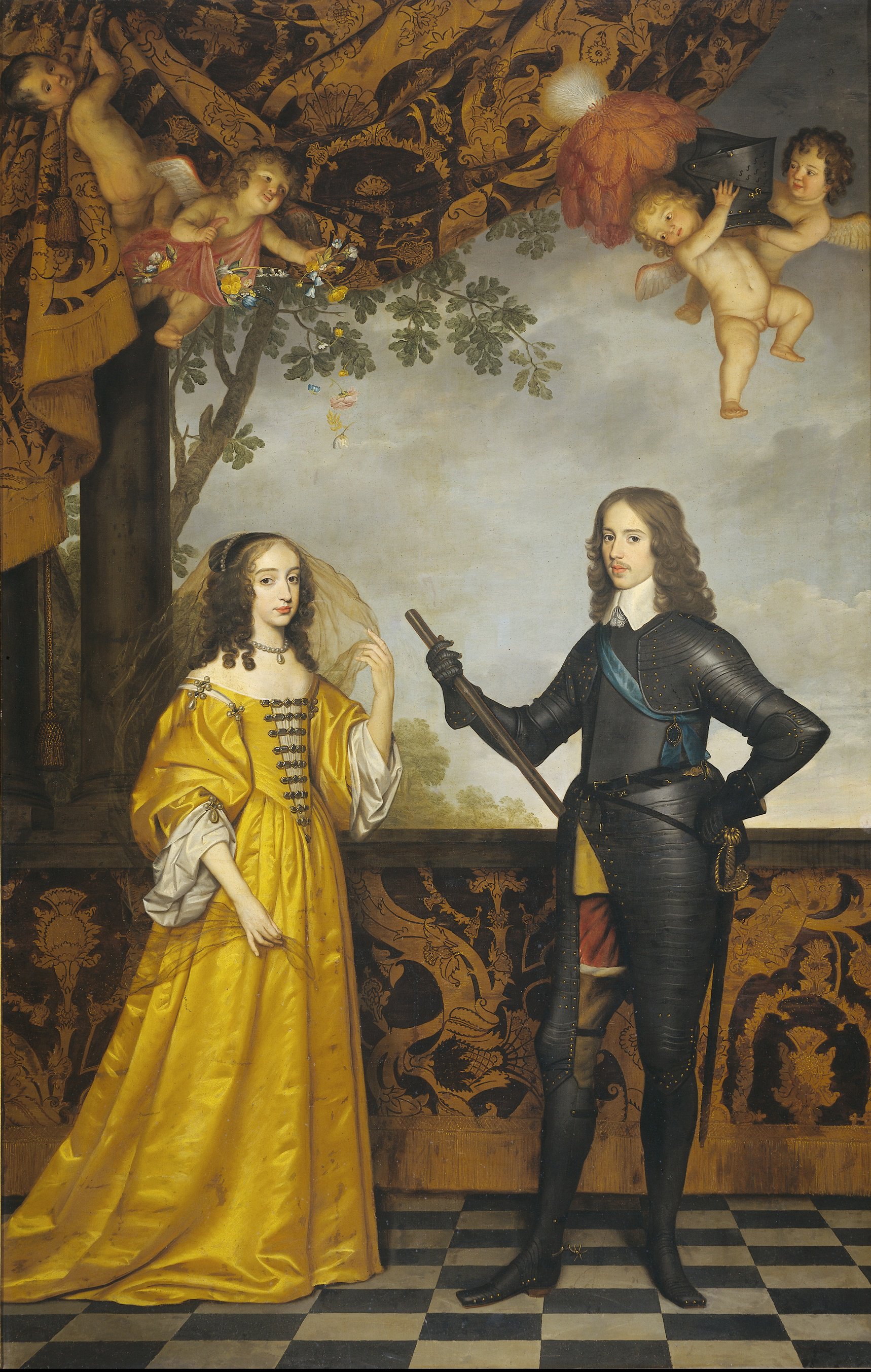
Retrat de William II (1626–50), impressions d'Oranje i Maria Stuart (1631–60)
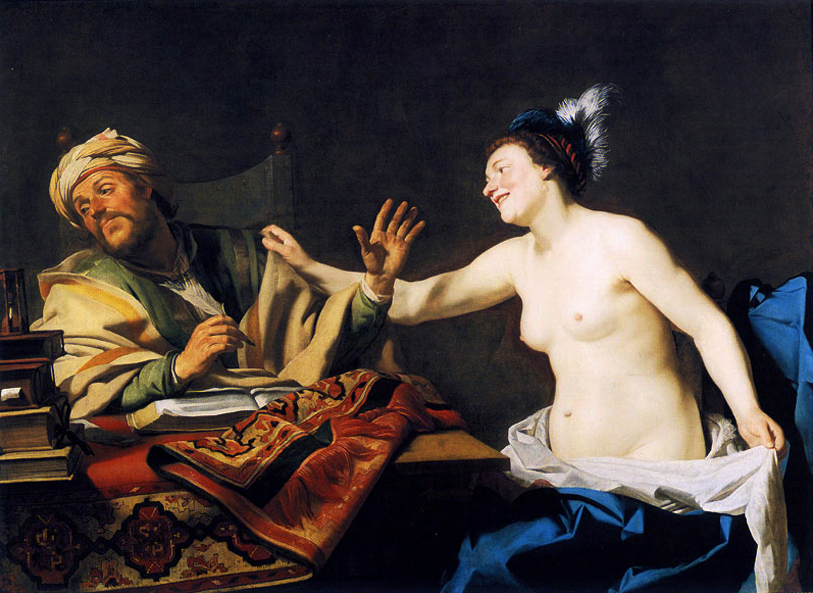
El filòsof constant, 1623 Col·lecció privada
- Noia somrient, cortesana, sostenint una imatge obscena, 1625
- Frederick Henry, Príncep d'Orange, 1650
- El soldat i la noia
- Penjant retrat d'Amalia van Solms-Braunfels
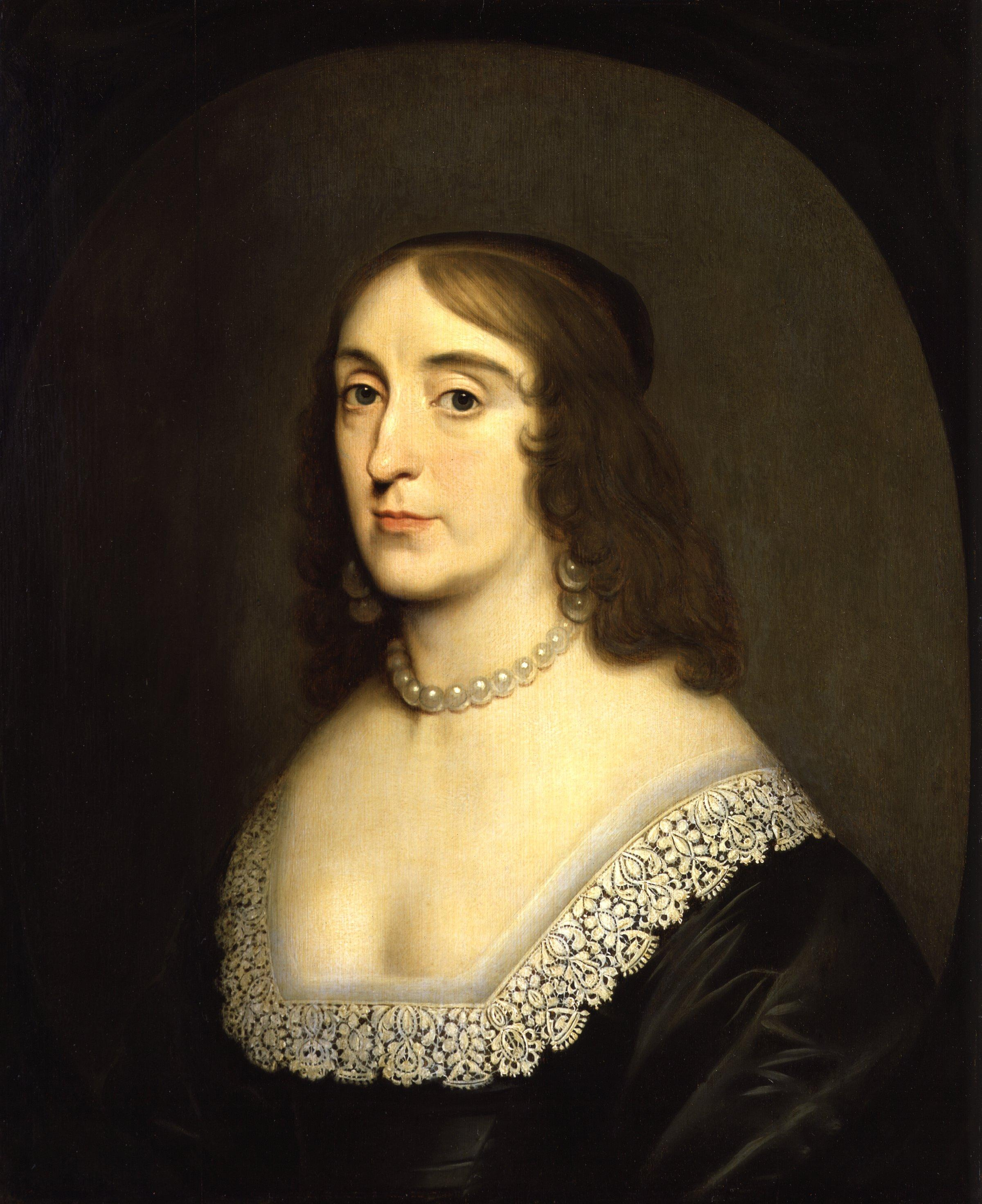
Margareta Maria de Roodere i els seus pares (c. 1652) Centraal Museum, Utrecht
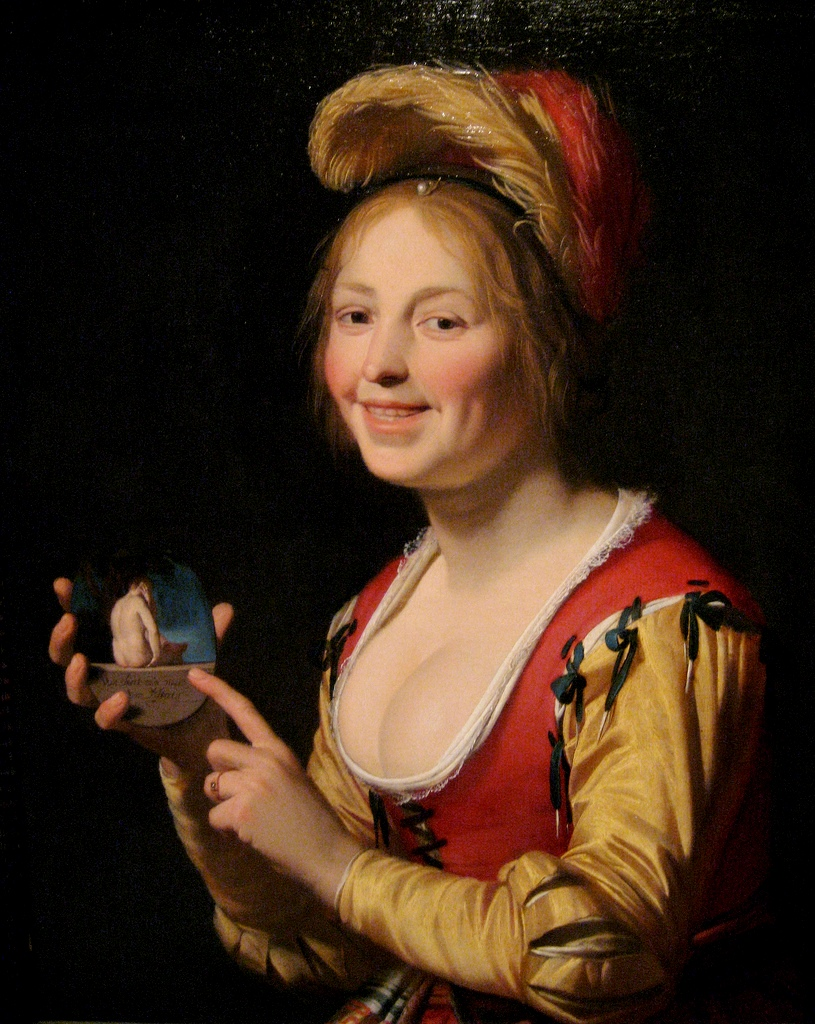
Noia somrient, cortesana, sostenint una imatge obscena, 1625
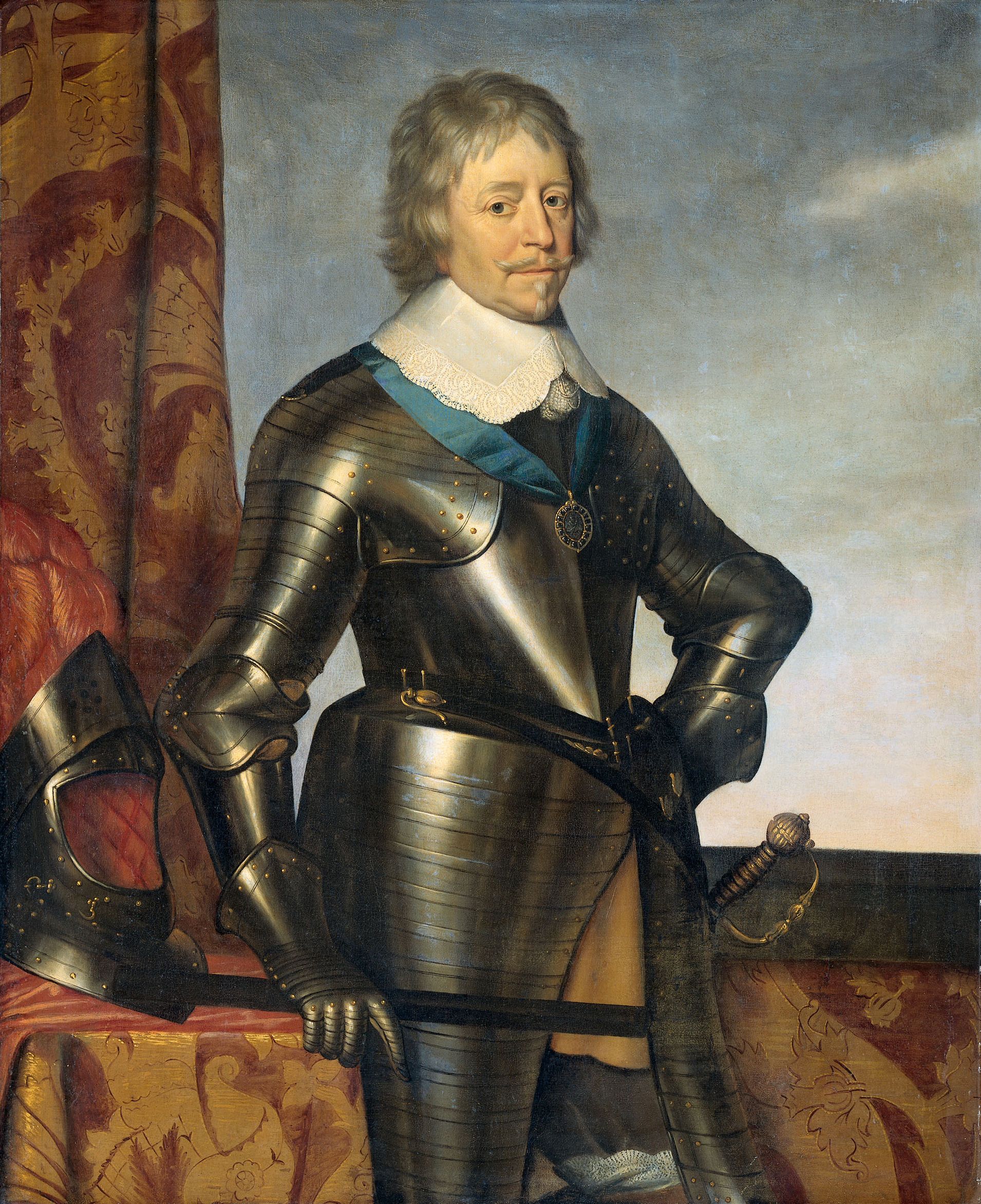
Frederick Henry, Príncep d'Orange, 1650
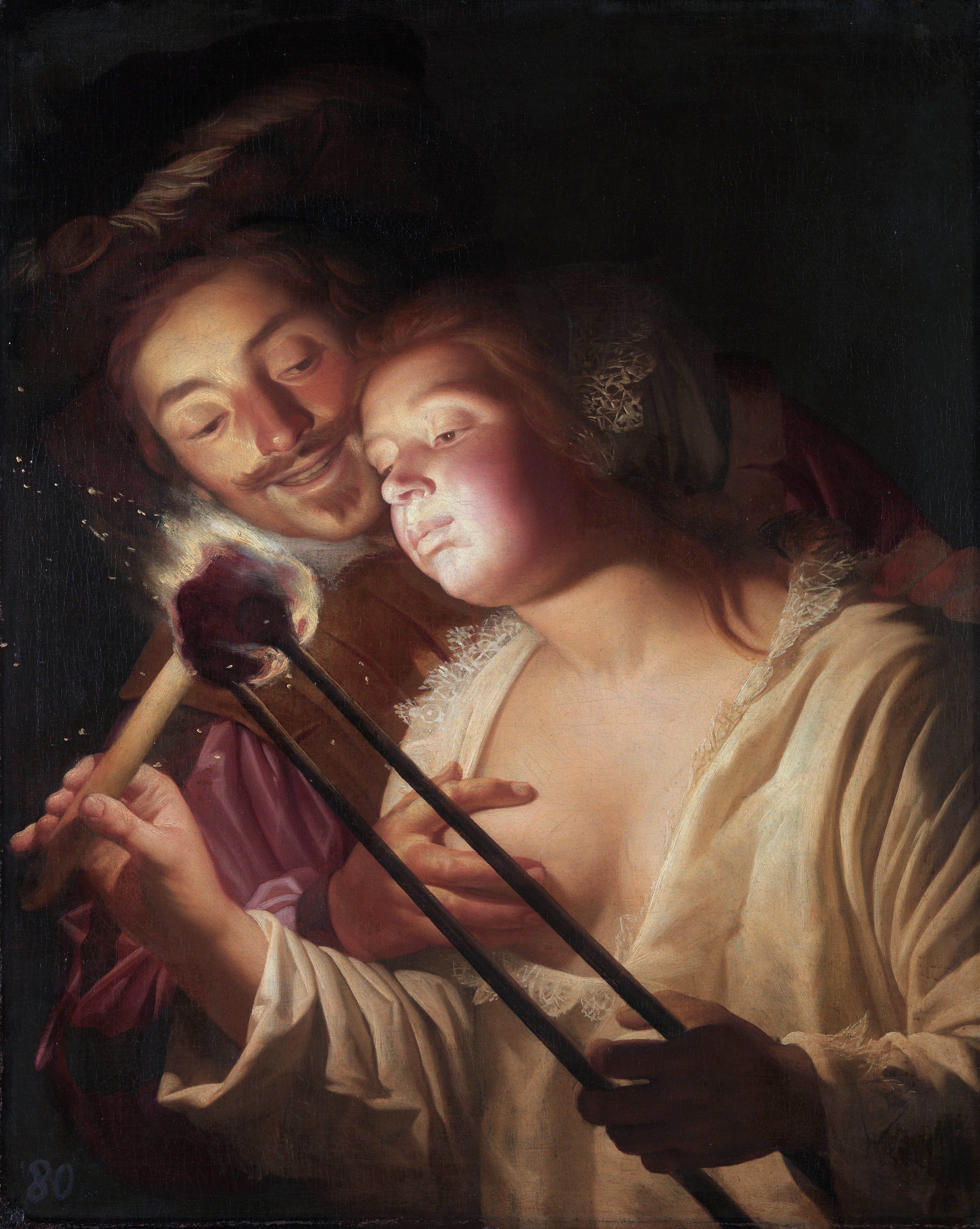
El soldat i la noia
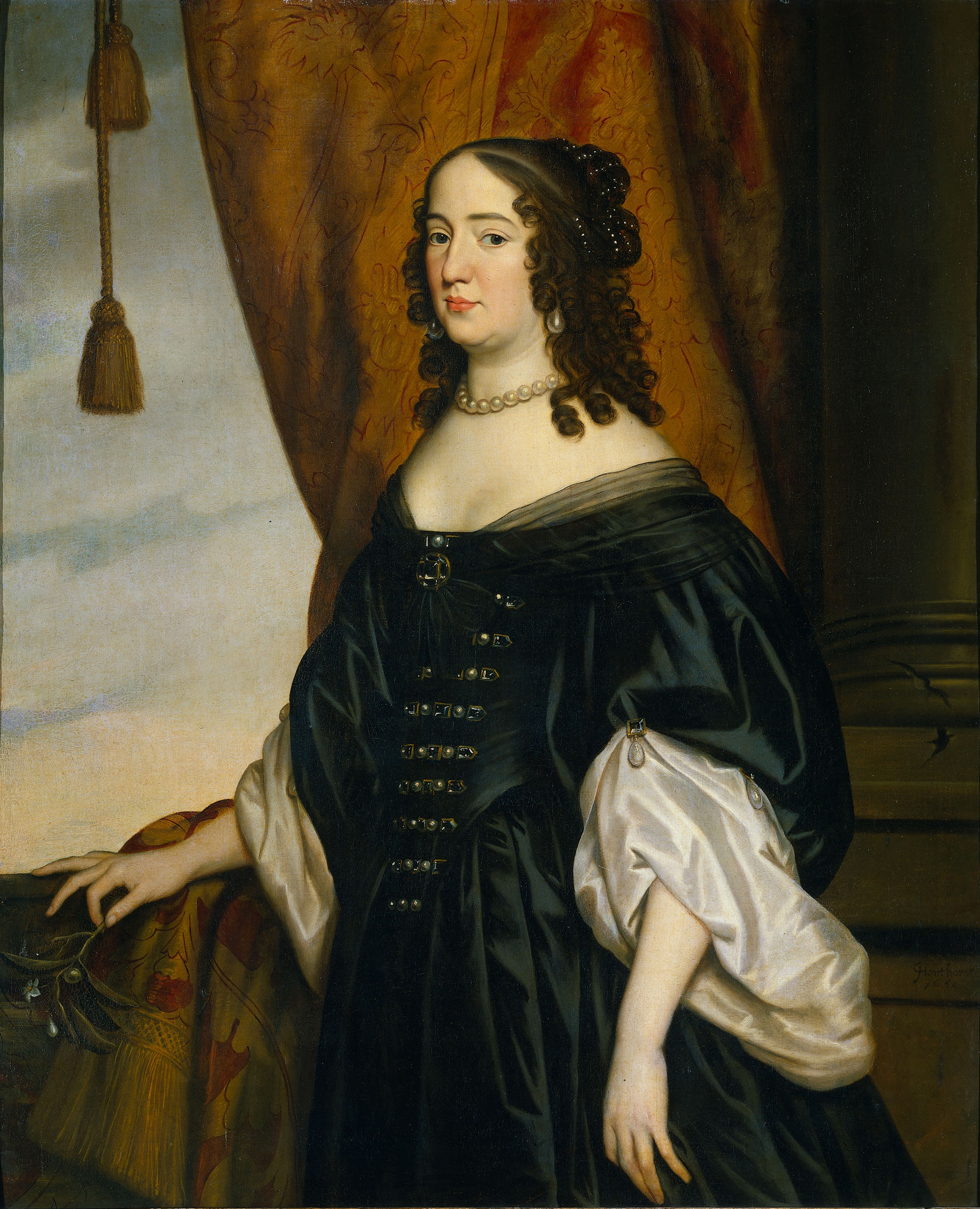
Penjant retrat d'Amalia van Solms-Braunfels
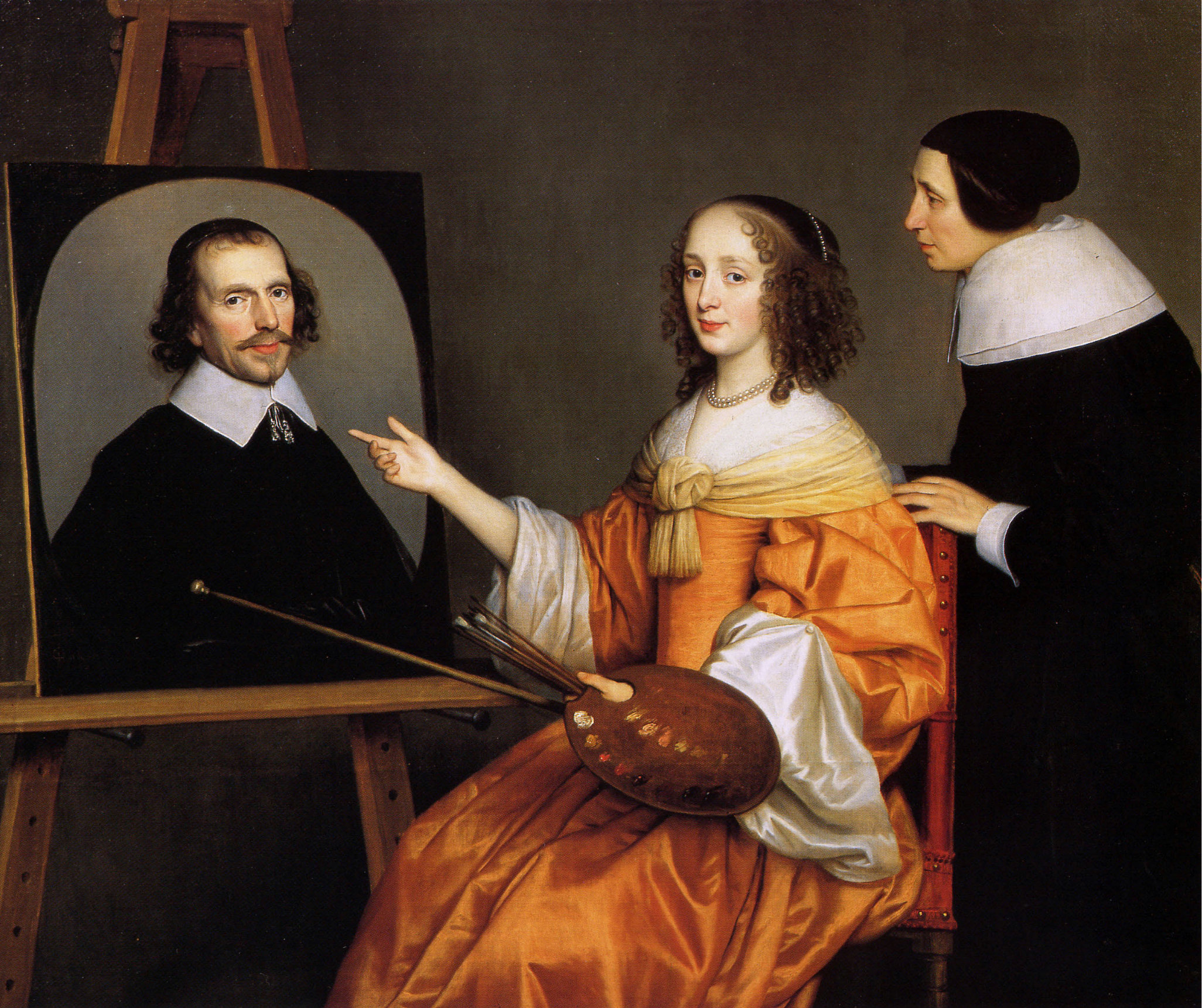
Margareta Maria de Roodere i els seus pares (c. 1652) Centraal Museum, Utrecht
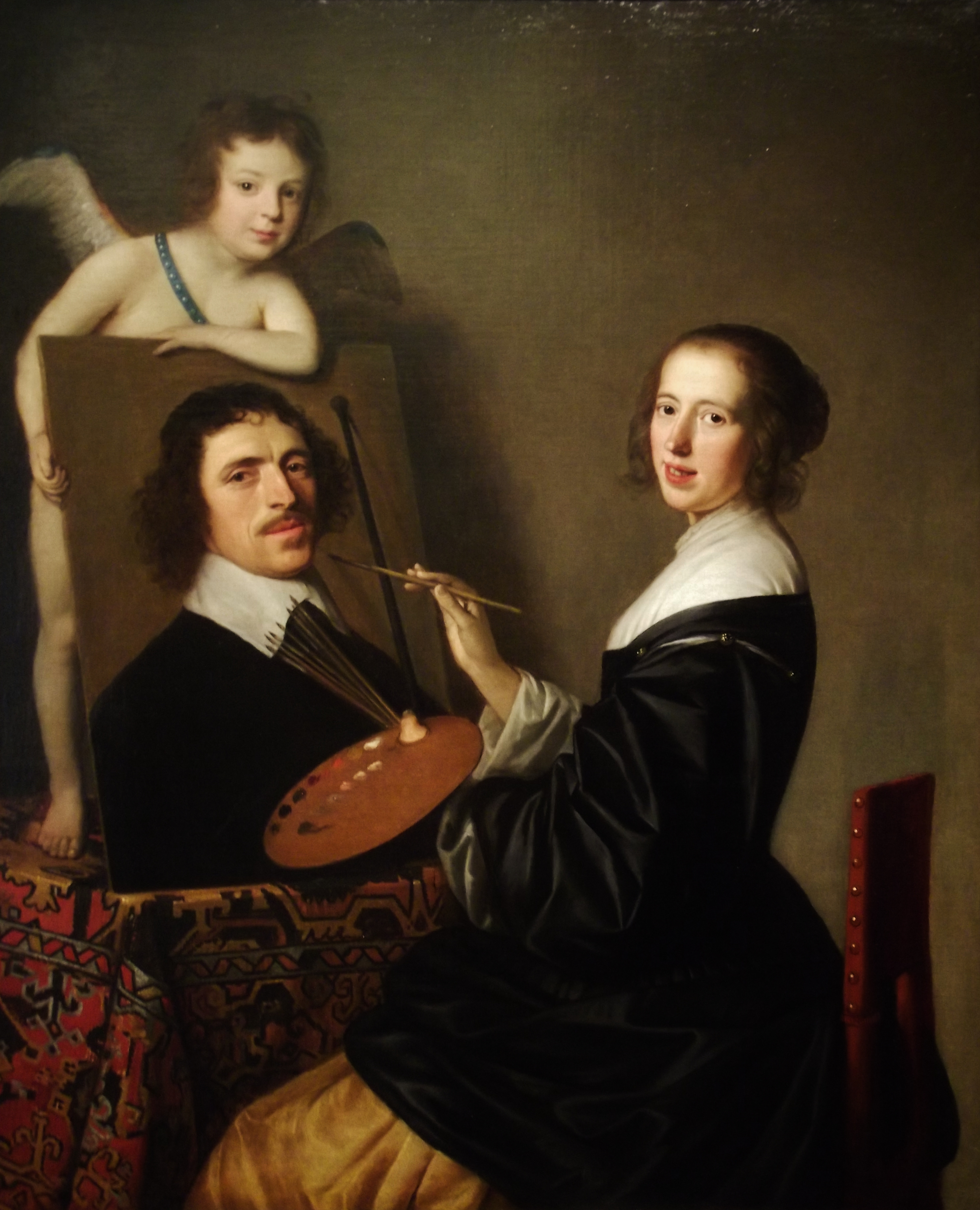
Al·legoria de la pintura (1648) Museu d'Art Crocker, Sacramento, Califòrnia